# Arrondissement de Bolkenhain

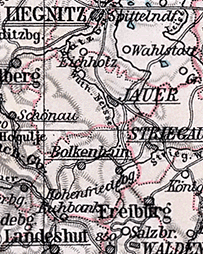
L'arrondissement de Bolkenhain en 1905

L'arrondissement de Bolkenhain est un arrondissement prussien de Silésie de 1818 à 1932. Son chef-lieu est Bolkenhain.

## Histoire
Après la conquête de la majeure partie de la Silésie par la Prusse en 1741, les structures administratives prussiennes sont introduites en Basse-Silésie par l'ordre du cabinet royal du 25 novembre 1741. Celles-ci comprennent la création de deux chambres de guerre et de domaine (de) à Breslau et Glogau ainsi que leur division en arrondissements et la nomination d' administrateurs d'arrondissement le 1er janvier 1742
Dans la principauté de Schweidnitz, l'une des sous-principautés silésiennes, les quatre arrondissements prussiens de Bolkenhain-Landeshut, Reichenbach, Schweinitz et Striegau sont formés à partir d'anciens faugbourgs silésiens. Les quatre arrondissements sont subordonnés à la chambre de guerre et de domaine de Breslau jusqu'à ce qu'ils soient affectés au district de Reichenbach dans la province de Silésie au cours des réformes Stein-Hardenberg en 1815.
Le 1er janvier 1818, le gouvernement de Reichenbach divise l'arrondissement de Bolkenhain-Landeshut en deux arrondissements, Bolkenhain et Landeshut, qui correspondent aux anciennes faubourgs silésiens de Bolkenhain et Landeshut. Après la dissolution du district de Reichenbach, l'arrondissement de Bolkenhain est incorporé le 1er mai 1820 au district de Liegnitz.

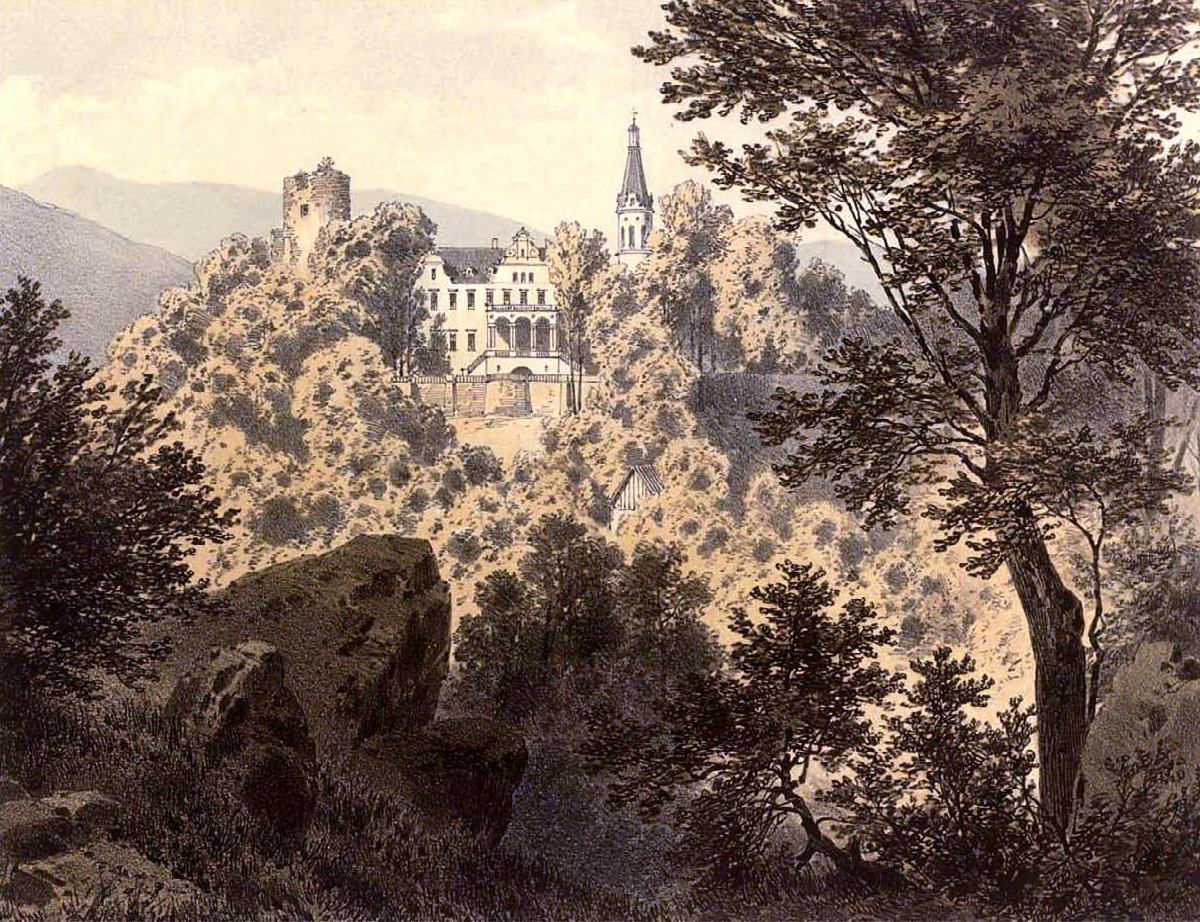
Château de Wilhelmsburg et les ruines de Nimmersath vers 1860, Collection Alexander Duncker

La province de Silésie est dissoute le 8 novembre 1919. La nouvelle province de Basse-Silésie est formée à partir des districts de Breslau et Liegnitz. Le 30 septembre 1929, tous les districts de domaine de l'arrondissement de Bolkenhain sont dissous et attribués aux communes voisines conformément à l'évolution du reste de la Prusse.
Le 1er octobre 1932, l'arrondissement de Bolkenhain est dissous dans le cadre d'une réforme des arrondissements prussiens et initialement incorporé à l'arrondissement de Landeshut. Lors d'un nouveau découpage le 1er octobre 1933, toutes ses anciennes communes sont rattachées à l'arrondissement de Jauer,.

## Évolution de la démographie
| Année | Habitants | Source |
| ----- | --------- | ------ |
| 1819  | 26 131    | [ 8 ]  |
| 1846  | 32 788    | [ 9 ]  |
| 1871  | 32 401    | [ 10 ] |
| 1885  | 31 805    | [ 11 ] |
| 1900  | 29 526    | [ 12 ] |
| 1910  | 29 991    | [ 12 ] |
| 1925  | 29 779    | [ 13 ] |

## Administrateurs de l'arrondissement
- 1818–182400Johann Ernst Oswald von Richthofen (de), de 1805 à 1817 administrateur de l'arrondissement de Bolkenhain-Landeshut
- 1824–185600Friedrich von Seherr und Thoß (de)
- 1856–186600Julius von Bülow
- 1866–187400Timotheus von Schweinitz und Crain (de)
- 1874–190100Johann von Loesch
- 1901–191900Georg von Loesch
- 1919–192000Christel Bothe
- 1920–193100Alfred Kieckebusch (de)
- 1931–193200Theodor Parisius (de)

## Communes
L'arrondissement de Bolkenhain comprend pour la dernière fois deux villes et 43 communes :
| - Alt Reichenau - Alt Röhrsdorf - Blumenau - Bohrauseifersdorf - Bolkenhain, ville - Börnchen - Dätzdorf - Einsiedel - Falkenberg - Giesmannsdorf - Girlachsdorf - Gräbel - Halbendorf - Hausdorf - Hohenfriedeberg, ville | - Hohenhelmsdorf - Hohenpetersdorf - Kauder - Langhelwigsdorf - Merzdorf - Möhnersdorf - Neu Reichenau - Nieder Baumgarten - Nieder Kunzendorf - Nimmersath - Ober Baumgarten - Ober Hohendorf - Ober Kunzendorf - Ober Rohnstock - Oberlauterbach | - Polkau - Quolsdorf - Rohnstock - Rudelstadt - Ruhbank - Schollwitz - Schweinhaus - Schweinz - Simsdorf - Streckenbach - Thomasdorf - Wederau - Wiesau - Wolmsdorf - Würgsdorf |

Les incorporations suivantes ont lieu dans l'arrondissement en 1929:
- Adlersruh, le 1er avril 1924 à Rudelstadt
- Klein Waltersdorf, le 11er avril 1929 à Bolkenhain
- Neu Röhrsdorf, le 1er avril 1929 à Alt Röhrsdorf
- Preilsdorf, le 1er avril 1929 à Kauder
- Prittwitzdorf, le 1er avril 1929 à Rudelstadt
- Wernersdorf, le 1er avril 1929 à Merzdorf
- Wiesenberg, le 1er avril 1929 à Hohenpetersdorf